# Manfred George
Manfred George, früher Manfred Georg (* 22. Oktober 1893 in Berlin als Manfred Georg Cohn; † 30. Dezember 1965 in New York), war ein deutsch-amerikanischer Journalist, Publizist und Übersetzer. Von 1939 an bis zu seinem Tod war er Chefredakteur der deutsch-jüdischen Exilzeitung Aufbau in New York.

## Leben
Manfred Georg Cohn wurde als Sohn eines Unternehmers in Berlin geboren. Er studierte Jura an den Universitäten von Berlin, Greifswald und Genf. Nach einer schweren Verwundung im Ersten Weltkrieg wurde er 1915 aus dem Militärdienst entlassen und schloss sein Studium 1917 mit einer Promotion ab. Schon während seines Studiums war er journalistisch für die Deutsche Montagszeitung tätig gewesen. Anschließend wurde er Mitarbeiter im Ullstein Verlag. Dort avancierte er vom Lokalredakteur der Berliner Morgenpost schnell zum Chefredakteur der Berliner Abendpost. Später wurde er Korrespondent für die Vossische Zeitung und arbeitete als Redaktionsleiter in Breslau. Während der Auseinandersetzungen um die Volksabstimmung in Oberschlesien wurde George von Freikorps-Soldaten vor ein Erschießungskommando gestellt, konnte aber entkommen, da er ein militärisches Dienstzeugnis vorlegen konnte.
Es folgten Stationen als Ullstein-Korrespondent in Dresden und Leipzig. Nach 1923 machte er sich als Autor von Theaterkritiken einen Namen, die er in der Berliner Volks-Zeitung und auch im 8 Uhr-Abendblatt veröffentlichte. Nach der Trennung vom Ullstein-Verlag arbeitete er von 1923 bis 1928 für den Mosse-Verlag, anschließend wiederum bis 1933 für Ullstein. Dabei war er Feuilletonchef der Zeitung Tempo sowie Mitherausgeber des Kulturmagazins Marsyas. Von 1915 bis 1932 war George auch Mitarbeiter der Schau- und Weltbühne, für die er 35 Beiträge verfasste. Gegen Ende der zwanziger, Anfang der dreißiger Jahre verfasste er außerdem Hörspiele. Seine Musikrevue Oh, USA wurde in Berlin 50 Mal aufgeführt.
1924 gehörte George zusammen mit Carl von Ossietzky zu den Mitbegründern der Republikanischen Partei, deren Vorsitz er bis zur Auflösung der Partei im selben Jahr innehatte. Als Pazifist hatte sich George Anfang der 1920er Jahre auch der Deutschen Liga für Menschenrechte und der Nie-wieder-Krieg-Bewegung angeschlossen, die ebenfalls wie die Republikanische Partei aus einem Kreis um die Berliner Volks-Zeitung hervorgegangen war. George schloss sich außerdem der zionistischen Bewegung in Deutschland an und veröffentlichte eine populäre Biografie von Theodor Herzl.
Nach der Machtergreifung der Nationalsozialisten emigrierte George zunächst 1933 in die ČSR. In Prag war er Herausgeber des Emigrantenblattes Prager Montagsblatt und gehörte 1935 zu den Mitbegründern der Jüdischen Revue. Nach Ausbruch des Spanischen Bürgerkrieges berichtete er sechs Monate lang von den Kämpfen für Zeitungen in der ČSR, der Schweiz, Österreich, den Niederlanden und Rumänien. Nach dem Münchner Abkommen setzte George sein Exil über Ungarn, Jugoslawien, Italien, die Schweiz und Frankreich in die USA fort. Das Deutsche Reich hatte ihn bereits am 5. August 1938 ausgebürgert. In New York startete er mit einem Monatsgehalt von 15 Dollar als Redakteur des Aufbau und machte aus dem Blatt eine wichtige publizistische Stimme im Exil und in der Nachkriegszeit. 1945 nahm er die amerikanische Staatsbürgerschaft an. In ihrem Nachruf schrieb die New York Times:
Dr. George, Autor von Romanen und Biographien, war in Deutschland vor dem Aufstieg Adolf Hitlers als liberaler Journalist bekannt und wurde 1939 Herausgeber des Aufbau, nachdem er ohne einen Pfennig in der Tasche hier als Flüchtling angekommen war. Der Aufbau war damals ein kleiner monatlicher Rundbrief des German Jewish Club of New York, der inzwischen New World Club heißt. Dr. George stellte einen ausgezeichneten Beirat zusammen, unter anderem mit Albert Einstein und Thomas Mann, und machte aus der Publikation ein einflussreiches Wochenblatt mit einer Auflage von 30.000 Exemplaren.
1963 zeichnete Berlins damaliger Regierender Bürgermeister Willy Brandt George mit dem Berliner Bären aus.